# Compadres (álbum de Fonseca)
Compadres (subtitulado como Lado F) es el primer extended play colaborativo de los cantantes colombianos Fonseca y Andrés Cepeda.
El álbum se caracteriza por su contenido musical suave con fusión latinoamericana. Asimismo, el álbum es la segunda parte del proyecto musical entre Fonseca y Cepeda, esto después de la buena recepción que tuvo la segunda versión del sencillo de Cepeda «Mejor que a ti me va» y las giras musicales entre ambos artistas. Además, el sencillo «Te entrego mi corazón» fue parte de la campaña médica de la Fundación Cardioinfantil en Colombia.
Se desprenden del mismo, algunos sencillos como: «Mi vuelo», «Te entrego mi corazón» y «Camino a tu casa». En este álbum, está incluida la participación de Llane.

## Lista de canciones
| N.º | Título                       | Duración |  |
| 1.  | «Camino a tu casa»           | 2:39     |  |
| 2.  | «Te entrego mi corazón»      | 3:02     |  |
| 3.  | «Me haces falta» (con Llane) | 3:16     |  |
| 4.  | «Mi vuelo»                   | 3:56     |  |
| 5.  | «Cómo te puedo entender»     | 4:21     |  |